# Temporada de tufões no Pacífico de 1957
A temporada de tufões no Pacífico de 1957 não tem limites oficiais; durou o ano todo em 1957, mas a maioria dos ciclones tropicais tende a se formar no noroeste do Oceano Pacífico entre junho e dezembro. Essas datas delimitam convencionalmente o período de cada ano em que a maioria dos ciclones tropicais se forma no noroeste do Oceano Pacífico.
O escopo deste artigo é limitado ao Oceano Pacífico, ao norte do equador e a oeste da Linha Internacional de Data. As tempestades que se formam a leste da linha de data e ao norte do equador são chamadas de furacões; veja a temporada de furacões de 1957 no Pacífico. As tempestades tropicais formadas em toda a bacia do Pacífico Ocidental receberam um nome do Fleet Weather Center em Guam.

## Sistemas
Vinte e duas tempestades tropicais desenvolveram-se em 1957 no Noroeste do Pacífico. As depressões tropicais eram prováveis, mas não se sabe se existem registos que mencionem alguma. Dezoito tempestades atingiram a intensidade do tufão, das quais 8 atingiram a força do supertufão. Uma tempestade adicional, Della, deparou-se com o Linha de Data no Pacífico Central, pelo que não é tida em conta no número total de tempestades.

### Tempestade Tropical 01W
O primeiro ciclone tropical da época de 1957, classificado como Tempestade Tropical 01W pelo JTWC, foi inicialmente identificada no início de 3 de janeiro como uma depressão tropical em águas abertas a leste do Filipinas. Em várias horas, o sistema intensificou-se numa tempestade tropical à medida que seguia a direção oeste-noroeste. Mais tarde nesse dia, a tempestade atingiu a sua intensidade máxima com ventos de 72 km/h (45 mph) e uma pressão barométrica de 995 mbar (29,38 inHg). A Tempestade Tropical 01W manteve esta intensidade até 5 de janeiro antes de enfraquecer abruptamente para uma depressão tropical perto do leste das Filipinas. O sistema fez desembarques no leste Leyte no início de 6 de janeiro com ventos de 56 km/h (35 mph) antes de se dissipar no dia seguinte sobre Romblão.

### Tufão Rose
Cerca de duas semanas após a tempestade tropical 01W se ter dissipado sobre as Filipinas, uma nova depressão tropical formou-se a sudeste de Guam em 21 de janeiro. A intensificação gradual ocorreu à medida que a depressão seguia para oeste. O JTWC começou a monitorizar o sistema como Tempestade Tropical Rose no dia seguinte, com o primeiro aviso sobre a tempestade colocando ventos máximos a 80 km/h (50 mph). Rose manteve esta intensidade durante cerca de 24 horas antes de sofrer um breve período de intensificação explosiva, atingindo ventos de 180 km/h (110 mph) no início de 23 de janeiro. Durante a maior parte do dia, o agora tufão de Categoria 2, reforçou-se a um ritmo mais modesto antes de passar por um segundo breve período de intensificação rápida. No final da segunda fase de reforço, Rose tinha atingido a sua intensidade máxima um pouco abaixo de estatuto de furação de Categoria 5, na moderna escala de furacões de Saffir-Simpson, com ventos de 249 km/h (155 mph), e uma pressão mínima de 952 mbar (28,11 inHg). Ao atingir esta intensidade, Rose tornou-se o tufão de janeiro mais intenso de que há registo, ultrapassando o do Supertufão Karen em 1948.
Depois de atingir o seu pico de intensidade, Rose começou a tomar um caminho mais a norte e enfraqueceu. No final de 25 de janeiro, Rose enfraqueceu rapidamente para um tufão de baixa intensidade e em 26 de janeiro, o sistema tinha enfraquecido ainda mais para uma tempestade tropical. O JTWC continuou a monitorizar o enfraquecimento da tempestade tropical até 27 de janeiro, altura em que Rose tinha ventos máximos de 64 km/h (40 mph). Contudo, o JMA continuou a monitorizar os restos de Rose à medida que se virava bruscamente para leste sobre águas abertas. Durante a tarde de 28 de janeiro, a depressão quase estagnou ao virar-se para norte antes de acelerar e dissipar-se a sul do Japão em 30 de janeiro.

### Tufão Shirley
Shirley formou-se a 11 de Abril a leste das Filipinas. Movia-se para norte e intensificou-se até ao seu breve pico de ventos de 185 km/h (115 mph)} e uma pressão de 975 mbar a 15 de abril. Shirley virou-se então para o noroeste e enfraqueceu para uma tempestade tropical a 16 de abril. Shirley virou-se para oeste e dissipou-se a 18 de abril perto do extremo norte de Lução.

### Tufão Trix
Trix formou-se a 2 de maio próximo das Ilhas Marshall. Movimentou-se brevemente para norte em 3 e 4 de maio, intensificou-se até ao seu pico de 230 km/h (140 mph) em 5 de maio, e depois virou-se para o oeste-noroeste. Trix virou para norte a 9 de maio e para este-nordeste a 10 de maio, enfraquecendo para um tufão de Categoria 2 a 11 de maio. Trix continuou a deslocar-se para nordeste e enfraqueceu para um Categoria 1 em 13 de maio. Desvaneceu-se a 17 de maio, pouco acima da Linha Internacional de Data sem afectar qualquer terra.

### Tufão Virginia
Virginia formou-se a 18 de junho no Pacífico ocidental aberto a leste do sul das Filipinas. Mudou-se para oeste e reforçou-se para um tufão a 20 de junho e atingiu o seu pico de 282 km/h (175 mph)} e uma pressão central mínima de 900 mbar a 22 de junho. Virginia começou então a deslocar-se para noroeste e enfraqueceu para um tufão de Categoria 4 ao passar a leste de Lução em 23 de junho e 24 de junho. Virginia virou-se para norte em 24 de junho, reforçou-se para um pico secundário de 260 km/h (160 mph)}, e enfraqueceu antes de ter reduzida em Taiwan em 25 de junho como um tufão de Categoria 2. Virginia continuou então a deslocar-se para norte e depois para nordeste até à sua dissipação a 28 de junho.
Virginia foi um tufão do início da estação. Destruiu 1.000 edifícios e matou 86 pessoas enquanto passava através de Taiwan e do sul do Japão. A tempestade deixou 20 milhões de dólares (1957 USD) em danos.

### Tufão Wendy
Wendy formou-se a 10 de Julho, e tomou um caminho ocidental. Foi projetada para fazer desembarques nas Filipinas, o que fez a 14 de Jjlho com ventos de 169 km/h (105 mph) e uma pressão de 985 mbar. Após o desembarque, enfraqueceu para um tufão de categoria 1, mas foi restringido depois de atingir novamente o Oceano Pacífico. Atingiu em Hong Kong em 16 de Julho. Quando o tufão Wendy atingiu inicialmente, feriu 8 pessoas, matou 8 pessoas, e 1 estava desaparecida, mas como continuou a passar o número de mortos aumentou para 16.

### Tufão Agnes
A 12 de agosto, formou-se a sétima tempestade da época. Agnes moveu-se numa direção norte errática até 16 de agosto, quando se virou brevemente para noroeste, em direção à China. Agnes começou então a curvar em direção ao norte, passando por cima de uma das Ilhas Ryukyu com ventos de 155 mph e uma pressão central mínima de 905 mbar. Depois de ter passado sobre as ilhas, Agnes enfraqueceu até à força da tempestade tropical. A 21 de agosto, Coreia do Sul foi atingida por uma Agnes com ventos de 80 km/h (50 mph) o seu 1 ciclone tropical da época. Passou sobre a península e esteve brevemente sobre a água antes de atingir a Rússia com ventos de 720 km/h (450 mph). Agnes tornou-se extratropical no dia seguinte sobre o sul da Rússia. A sua forma extratropical continuou por mais dois dias até se dissipar no centro do Mar de Okhotsk.

### Tempestade Tropical 08W
08W formou-se a 15 de agosto, tornando-se na oitava da temporada. Movimentou-se numa direcção geralmente ocidental durante alguns dias até atingir Ainão em 18 de agosto com ventos de 105 km/h (65 mph) e uma pressão mínima de 984 mbar. Deslocou-se para sul sobre a terra, mantendo a sua força. Logo se deslocou novamente para norte, mas de repente virou para sudoeste durante um breve período de tempo antes de regressar ao seu caminho original. Enfraqueceu para uma depressão tropical a 20 de agosto e atingiu a China continental mais tarde nesse dia. Quase ao mesmo tempo, quase se tornou extratropical. A ex-08W permaneceu a nordeste até ao dia 24, quando os seus remanescentes desapareceram após dez dias de existência.

### Tempestade Tropical JMA Nove
Uma perturbação perto da costa do Japão transformou-se numa depressão tropical a 22 de agosto, e tornou-se numa tempestade tropical 6 horas mais tarde. Conseguiu alcançar uma pressão central mínima de 999 mbar antes de atingir a porção sudeste do Japão. No entanto, enfraqueceu para uma depressão tropical pouco antes da aterragem, e tornou-se extratropical no dia seguinte. Mas os seus restos extratropicais continuaram a deslocar-se para norte-nordeste, depois para nordeste, e depois para leste-nordeste até se dissipar a 27 de agosto.

### Tufão Bess
Bess formou-se a 26 de agosto próximo das Ilhas Marshall. Depois de se deslocar para oeste, Bess atingiu o estatuto de categoria 3 com ventos de 185 km/h (115 mph) uma pressão de 950 mbar. Atingiu o sul do Japão a 6 de setembro e mais tarde tornou-se extratropical sobre a água a 9 de setembro. Mas a forma extratropical de Bess continuou para leste por mais um dia antes de se tornar suficientemente desorganizada para ser declarada dissipada.
A 30 de agosto, o tufão bateu na base militar dos Estados Unidos em Iwo Jima com ventos de 180 km/h (110 mph), resultando em perda de comunicação durante cerca de 23 horas. Após o restabelecimento das comunicações, os oficiais na ilha declararam que provavelmente não houve perda de vidas em resultado da tempestade. Também se registaram pequenos danos em Iwo Jima.
Danos generalizados ocorreram ao longo de Kyushu quando rajadas de vento até 185 km/h (115 mph) e chuvas torrenciais afectaram a região. Ao longo das regiões costeiras, ondas que excederam 4,0 m (13 ft) causaram danos costeiros significativos. Em Kyushu, pelo menos seis pessoas foram mortas, outras 14 listadas como desaparecidas e mais 28 feridas como resultado de Bess. De acordo com relatórios da polícia, 912 casas foram destruídas e 1.522 outras foram gravemente danificadas por inundações e deslizamentos de terra provocados pelo tufão Bess. Mais 2.510 casas sofreram danos menores. Em todo o Japão, cerca de 24.000 pessoas ficaram sem casa na sequência da tempestade. No total, pelo menos 20 pessoas foram mortas como resultado da tempestade Bess no Japão.

### Tufão Carmen
Carmen formou-se a 9 de setembro a norte-nordeste das Filipinas. Movimentou-se lentamente para norte e oeste ao longo de três dias, até se fortalecer para uma tempestade tropical. Carmen dirigiu-se brevemente para sul antes de se dirigir para leste-nordeste, quando começou a fortalecer-se ainda mais. Carmen atingiu ventos de 201 km/h (125 mph) e uma pressão de 960 mbar. Mas pouco depois, o fortalecimento parou, e lentamente enfraqueceu. A 15 de setembro, Carmen fez desembarque no sul da China e dissipou-se no dia seguinte.

### Tufão Della
Uma perturbação na Zona de Convergência Intertropical desenvolveu-se em 1 de setembro na Tempestade Tropical Della. Della deslocou-se para oeste-noroeste, fortalecendo-se para um furacão enquanto a oeste de Havai. Lá, trouxe o surf pesado para as ilhas ocidentais. O furacão continuou geralmente para oeste, deslocando-se para sudoeste enquanto atravessava a Linha Internacional da Data. Voltou-se para oeste e para noroeste. Durante o seu long percurso para noroeste, Della atingiu o seu pico de intensidade de 230 km/h (140 mph) e uma pressão central mínima de ≤960 mbar. A 14 de setembro, Della começou a viajar numa direção completamente oposta - nordeste. Continuou essa direção durante vários dias, até atingir a linha do Dia como uma tempestade tropical de 110 km/h (70 mph). Quando a tempestade atravessava a linha da data, virou-se bruscamente para norte-nordeste. Alguns dias mais tarde, Della virou para leste-nordeste e dissipou-se a 18 de setembro.

### Tufão Elaine
Elaine formou-se a 14 de setembro no Pacífico aberto. Movia-se numa direção geralmente para noroeste enquanto ganhava força. A sua intensidade de pico era de 230 km/h (140 mph) e uma pressão de 945 mbar. Mas virou-se bruscamente para nordeste e perdeu força. No seu penúltimo dia como um ciclone tropical, virou-se para leste e tornou-se extratropical no dia seguinte. A forma extratropical de Elaine continuou mais um dia, e dissipou-se, uma semana após a sua formação, logo após a linha da data.

### Tufão Faye
Faye formou-se a 18 de Setembro. Fortaleceu-se a um ritmo moderado até atingir o seu pico de 260 km/h (160 mph) e 930 mbar. Depois de enfraquecer, atingiu Okinawa como um tufão de Categoria 2; Faye atingiu a ilha, que ainda estava a recuperar de Tufão Emma que atingiu a mesma área há um ano atrás. 53 pessoas morreram na sua esteira, enquanto 79 foram listadas como desaparecidas. Faye também deixou danos, sobrecarregando o dispendioso orçamento causado por tufões passados e futuros que atingiram a ilha. Faye passou a Linha da Data e pouco depois tornou-se extratropical no último dia do mês, mas continuou mais um dia como um sistema extratropical antes de ter encontrado o seu desaparecimento.

### Tufão Gloria
Gloria formou-se a 17 de setembro. Depois de atravessar as Filipinas como uma categoria dois, trouxe ventos ciclónicos a Hong Kong e ventos fortes a Macau. Após o desembarque, deslocou-se para leste e conheceu o seu desaparecimento a 24 de setembro. Tinha uma pressão central mínima de 980 mbar e ventos máximos de 169 km/h (105 mph).

### Tufão Hester
Hester formou-se a 3 de outubro, a várias centenas de milhas a leste das Filipinas. No início, intensificou-se lentamente, depois ocorreu uma intensificação rápida, atingindo a sua força máxima de 240 km/h (150 mph), enquanto que a sudeste do Japão. Em seguida, enfraqueceu gradualmente, enfraquecendo para uma tempestade tropical a sudeste da Península Kamchatka. Em seguida, enfraqueceu ainda mais, dissipando-se a norte das Ilhas Aleutas.

### Tufão Irma
Irma formou-se a 9 de outubro, a oeste das Filipinas. O ciclone tropical reforçou-se a um tufão de categoria 1 com ventos máximos sustentados de 137 km/h (85 mph) e uma pressão central mínima de 990 mbar. Deslocou-se para oeste, e atingiu Vietname com ventos de 130 km/h (80 mph) e uma pressão central mínima de 995 mbar. Desvaneceu-se a 13 de outubro, sobre a fronteira Tailândia-Laos.
O tufão Irma trouxe chuvas torrenciais e ventos fortes ao Vietname, resultando em nove fatalidades e um prejuízo estimado em 2 milhões de dólares.

### Tempestade Tropical 17W
Tempestade Tropical 17W formou-se a 11 de Outubro. Mais tarde, atingiu as Filipinas uma vez como uma depressão tropical, depois novamente como uma depressão tropical, mas na realidade fortaleceu-se para a força da tempestade tropical enquanto sobre a terra. Continuou a oeste-noroeste até atingir a China. Desvaneceu-se por volta da mesma época em que fez o desembarque a 15 de outubro. 16W tinha ventos máximos sustentados de 80 km/h (50 mph) e uma pressão central mínima de 1000 mbar.

### Tufão Judy
Judy formou-se a 19 de outubro, no Pacífico aberto. Movia-se para oeste e fortaleceu-se num supertufão com ventos máximos sustentados de 240 km/h (150 mph) e uma pressão central mínima de 960 mbar. Começou então a curvar para norte, enfraquecendo assim. Judy passou pelo Japão, mas longe o suficiente para evitar danos. Pouco depois disso, começou a deslocar-se para leste e depois para leste-nordeste, como uma tempestade tropical. Judy dissipou-se a 30 de outubro, logo a seguir à Linha da Data.

### Tufão Kit
A 6 de novembro, o Kit formou-se na mesma área geral que o Supertufão Judy formou. Movia-se para oeste e reforçou-se lentamente. Mas depois de atingir a força da tempestade tropical, a intensificação do Kit rapidamente se acelerou. Tornou-se brevemente um supertufão de categoria cinco com ventos máximos sustentados de 260 km/h (160 mph) e uma pressão central mínima de 910 mbar. Após um ligeiro enfraquecimento, Kit atingiu o norte das Filipinas como uma categoria 4 em 11 de novembro. Depois de sair da terra, Kit tomou a intensidade de furacão de Categoria 1. Tornou-se extratropical a 17 de novembro e dissipou-se pouco depois.
Chuvas torrenciais e ventos fortes afectaram grande parte do norte Lução, Filipinas, durante uma eleição a nível nacional. Quase metade dos 7,2 milhões de pessoas que se esperava que votassem foram afectadas pelo tufão. Foram causados danos materiais graves e pelo menos 19 pessoas foram mortas no país em consequência da tempestade. Milhares de pessoas ficaram também desalojadas na sequência do tufão.

### Tufão Lola
Lola formou-se a 7 de novembro no Pacífico aberto. Mudou-se para oeste durante algum tempo antes de se deslocar para uma posição mais a norte. Foi pouco tempo depois que Lola teve ventos máximos sustentados de 298 km/h (185 mph) e uma pressão central mínima de 900 mbar. Depois Lola enfraqueceu e curvou lentamente para leste. Enfraqueceu para uma tempestade tropical, voltando depois à categoria 1. Mas Lola estava demasiado a norte para reter a força e enfraqueceu ainda mais. Lola dissipou-se a 22 de novembro, bem acima da Linha de Data. A dada altura, Lola atingiu Guam e causou áreas em Merizo a inundarem 1 a 1,5 metro. Além disso, os danos foram registados no Atol de Bikini depois de Lola ter passado perto das ilhas Kili. As colheitas foram destruídas e o navio de abastecimento da ilha foi afundado.

### Tufão Mamie
A 17 de novembro, a Tempestade Tropical Mamie desenvolveu-se sobre o Oceano Pacífico aberto, de forma semelhante à formação do Tufão Lola, mas em vez disso deslocou-se para noroeste. Assim que Mamie começou a curvar para norte, atingiu os seus ventos máximos sustentados de 201 km/h (125 mph) e uma pressão central mínima de 960 mbar. Mas depois deslocou-se para leste-nordeste e enfraqueceu rapidamente. Mamie deslocou-se para norte e tornou-se extratropical a 24 de novembro, e dissipou-se a 25 de novembro.

## Estatísticas da temporada

### Impacto
Esta tabela resume o número de mortes de ciclones selecionados. Esta tabela é restrita a tempestades que ameaçavam apenas terras. A cor por detrás da data e localização do desembarque indica a sua força nesse desembarque ou quase.
| Total mortos (resumo) | Total mortos (resumo) | Total mortos (resumo)           | Total mortos (resumo) |
| Nome                  | Data de landfall      | Local                           | mortos                |
| --------------------- | --------------------- | ------------------------------- | --------------------- |
| 01W                   | 6 de janeiro          | Perto de Leyte, e as Filiipinas | NA                    |
| Virginia              | 25 de junho           | Perto de Pl-Lam, Taiwan         | 86                    |
| Virginia              | 27 de junho           | Perto de Nagasaki, Japão        | 86                    |
| Wendy                 | 14 de julho           | Perto de Isabela, Filipinas     | 16                    |
| Wendy                 | 16 de julho           | Perto de Hong Kong              | 16                    |
| Agnes                 | 21 de agosto          | Gyeongsangnam-do, Coreia do Sul | NA                    |
| Agnes                 | 21 de agosto          | Primorsky Krai, Rússia          | NA                    |
| 08W                   | 18 de agosto          | Hainão, China                   | NA                    |
| 08W                   | 20 de agosto          | Guangdong, China                | NA                    |
| unnamed               | 23 de agosto          | Kōchi, Japão                    | NA                    |
| Bess                  | 6 de setembro         | Kagoshima, Japão                | NA                    |
| Bess                  | 7 de setembro         | Ehime, Japão                    | NA                    |
| Bess                  | 7 de setembro         | Akita, Japão                    | NA                    |
| Carmen                | 15 de setembro        | Fuquiém, China                  | NA                    |
| Faye                  |                       |                                 | 79                    |
| Gloria                | 20 de setembro        | Isabela, Filipinas              | NA                    |
| Gloria                | 22 de setembro        | Macau, Portugal (agora China)   | NA                    |
| Irma                  | 12 de setembro        | Nam Trung Bộ, Vietname          | NA                    |
| 16W                   | 12 de setembro        | Camarines Sur, Filipinas        | NA                    |
| 16W                   | 13 de setembro        | Quezon, Filipinas               | NA                    |
| 16W                   | 15 de setembro        | Guangdong, China                | NA                    |
| Kit                   | 11 de setembro        | Aurora, Filipinas               | NA                    |

## Nomes das tempestades
Os nomes utilizados são os mesmos de quando foram utilizados pela última vez, excepto Virginia e Wendy, que substituíram Vae e Wilma.
| - Agnes 07W - Bess 09W - Carmen 10W - Della - Elaine 11W - Faye 13W - Gloria 13W - Hester 14W - Irma 15W - Judy 17W - Kit 18W - Lola 19W - Mamie 20W - Nina - Ophelia - Phyllis - Rita - Susan - Tess - Viola - Winnie | - Alice - Betty - Cora - Doris - Elsie - Flossie - Grace - Helen - Ida - June - Kathy - Lorna - Marie - Nancy - Olga - Pamela - Ruby - Sally - Tilda - Violet - Wilda | - Anita - Billie - Clara - Dot - Ellen - Fran - Georgia - Hope - Iris - Joan - Kate - Louise - Marge - Nora - Opal - Patsy - Ruth - Sarah - Thelma - Vera - Wanda | - Amy - Babs - Charlotte - Dinah - Emma - Freda - Gilda - Harriet - Ivy - Jean - Karen - Lucille - Mary - Nadine - Olive - Polly - Rose 02W - Shirley 03W - Trix 04W - Virginia 05W - Wendy 06W |

Uma tempestade do Pacífico Oriental, o furacão Della, atravessou para esta bacia. Tornou-se Tufão Della, mantendo o seu nome original (embora o seu nome fosse da lista do Pacífico Ocidental) e o sufixo "C". Além disso, o furacão Nina formou-se no Pacífico Central, e permaneceu na bacia. Recebeu um nome na lista do Pacífico Ocidental; mas não conta como parte da temporada de tufões no Pacífico de 1957.